# Жак де Лален
Жак де Лален (фр. Jacques de Lalaing; 1421—1453) — бургундський дворянин, який вважався найбільшим турнірним бійцем свого часу, лицар ордена Золотого руна, прозваний Добрим Лицарем без страху і сумніву (фр. Bon Chevalier sans peur et sans doubte).
В юності став зброєносцем герцога Адольфа Клевського і незабаром прославився як майстерний турнірний боєць.

## Життєпис
Восени 1443 року брав участь в  люксембурзькому поході Філіпа III Доброго і взяття Люксембургу.

### Участь на турнірах
У 1445 році, за описом сучасника, хроніста Жоржа Шатель, здобув блискучу перемогу на турнірі, влаштованому в Нансі графами Меном і Сен-Полем за участю кращих бійців Франції, Бургундії і Лотарингії і в присутності короля Альфонса V Арагонського і герцога Орлеанського. На другий день турніру Жак переміг поспіль вісьмох лицарів: сім із них він вибив із сідла, з восьмого збив шолом і виграв бій за явною перевагою.
Повернувшись до Бургундії, в соборі Богоматері в Антверпені він побачив знаменитого сицилійського чемпіона Джованні Боніфаччо, який мандрував Європою у пошуках пригод, і пропонував усім охочим лицарям битися. Жак прийняв його виклик. Герцог Бургундський захотів сам стати арбітром цього поєдинку, призначивши його на 15 грудня 1445  в Марше-о-Пуассон, поблизу Гента . Жак прибув на місце у супроводі графа де Сен-Поля, сира де Фієнна , Симона де Лалена, Ерве де Меріадека та почту з 500 дворян. Бій відбувся у присутності Філіппа Доброго, герцога Орлеанського та графа де Шароле.
Першого дня відбувся кінний поєдинок, який тривав до темряви, але так і не визначив переможця. Наступного дня перед боєм Жак попросив герцога посвятити його у лицарі. У пішому бою на полексах Жак обеззброїв супротивника і був визнаний переможцем.
Бажаючи здобути ще більшу славу, Жак послав герольда до двору Карла VII, пропонуючи всім бажаючим битися з ним біля собору Паризької Богоматері. Король заборонив своїм лицарам приймати його виклик. Тоді Жак вирішив сам здійснити турне європейськими дворами, щоб битися з іноземними чемпіонами. Першою він відвідав Наварру, де його популярність була така велика, що жителі Памплони відмовилися брати з нього гроші за постій і перебування в місті, а потім проводжали до кастильського кордону. Крім Наварри Жак побував у Кастилії, Португалії та Арагоні, а також Перпіньяні , Нарбонні та Монпельє, скрізь зустрів урочистий прийом, але майже ніде королі не дозволили лицарям прийняти його виклик. Лише у Кастилії відбувся бій із молодшим братом великого магістра ордена Калатрави , доном Дієго де Гусманом. Арбітром був король Кастилії . Турнір відбувся 7 лютого 1447 року у Вальядоліді . Піший поєдинок відбувся на мечах, кинджалах та полексах, улюбленій зброї Жака. Він переміг противника, після чого заявив, що готовий через три дні провести кінний бій, але король відповів, що одного разу достатньо
Не зустрівши гідних противників, Жак з тріумфом повернувся до Бургундії, і наступного року випросив у герцога дозволу з'їздити до Шотландії, щоб помірятись силами з Джеймсом Дугласом, братом генерального намісника королівства . У цій поїздці його супроводжував дядько Симон де Лален та кілька дворян. Бій відбувся в Стерлінгу 25 лютого 1449 в присутності шести тисяч глядачів, арбітром був король Яків II . Билися троє на троє: з шотландської сторони Джеймс Дуглас і двоє воїнів з його клану, з бургундською Жак, його дядько Симон, який також вважався вправним бійцем, та Ерве де Меріадек. Бургундці здобули перемогу, після чого вирушили до Лондона, де король Генріх VI заборонив своїм лицарам приймати їхній виклик, але один молодий англійський зброєносець Томас Ке вирушив на континент, щоб воювати з Жаком. У важкому бою з англійцем на полексах, що відбувся в Брюгге, Жак був серйозно поранений у зап'ястя, але все-таки зміг здобути перемогу.
Одужавши, Жак поставив за мету тридцять разів вийти на ристалище перед тим, як йому виповниться тридцять років. Для цього в Шалон-сюр-Соні був організований один із найзнаменитіших падармів, який називався «Джерелом Сліз», і проходив з 1 листопада 1449 по 1 жовтня 1450 року. Наближався ювілейний рік, і безліч лицарів проїжджало через Бургундію, прямуючи до Італії, але лише 1 лютого 1450 з'явився перший претендент.
До кінця подарунку Жак переміг 12 лицарів, у тому числі Боніфаччо, який намагався взяти реванш. Це досягнення стало вершиною його турнірної слави. Потім він вирушив у паломництво до Риму, а після повернення в 1451 році на капітулі в Монсі був прийнятий до числа лицарів ордена Золотого руна і призначений радником і камергером.
Останній раз Жак де Лален виступив навесні 1452, на турнірі в Брюсселі, де вперше бився 18-річний граф де Шароле, поєдинок з яким Жак дипломатично звів внічию.

### Гентське повстання
У 1452 році Жак взяв участь у придушенні Гентського повстання . Про його військові подвиги ходили справжні легенди. Коли його дядько Симон був обложений повстанцями в Ауденарді, Жак у складі війська Жана Бургундського подався йому на допомогу. Він зумів у супроводі семи супутників прорватися у фортецю через балку, зайняту шістьма сотнями гентців, і при цьому мало не загинув. У бою під Локереном, коли бургундське військо кинулося тікати, він поодинці стримував фламандців, давши можливість трьомстам своїм товаришам відступити і уникнути загибелі. Під ним було вбито п'ять коней, і бургундці, які врятувалися, думали, що він загинув. Соратники Жака по ордену Золотого руна, сеньйори Дре д'Юм'єр таЖан III де Ланнуа зі своїми людьми вирушили йому на допомогу і зуміли врятувати.
Герцог зробив нову експедицію, щоб помститися за поразку; в авангарді йшли Жак де Лален та Антуан I де Крой . У Овермейра Жак був атакований, але відбив напад, на шляху до Локерена розбив ще один гентський загін, а в кривавій битві 16 червня врятував життя Жаку де Люксембургу, але був поранений у ногу. 27 червня, щоб запобігти удару супротивника по Хульсту, герцог направив у цей район елітні частини, до складу яких входили Симон і Жак де Лалени.
28 червня, проводячи рекогносцировку у Акселя, Жак, при якому було близько 60 осіб, був атакований кількома сотнями бунтівників, убив 10 або 12, взяв у полон двадцять, решту втік. Наступного дня шість тисяч гентців підійшли до Хульста, але Жак влаштував засідку і розгромив їх ущент.
Після шести тижнів перемир'я військові дії відновилися, і герцог послав на упокорення краю маршала Бургундії сиру де Бланмона, «потвора жорстокості, що зрадила все вогню і крові». Жак, який був із дядьком в Ауденарді, був незадоволений такими методами ведення війни. 27 жовтня він супроводжував Антуана Бургундського, який виступив з Алоста з тисячею вершників. Гентці звернули їх у втечу, і якби не Жак, великий бастард розлучився б там із життям.

### Смерть
У 1453 Жаку була доручена облога гентців, що засіли в замку Пуке, поблизу Алтера . Одного дня, бажаючи подивитися на дію великокаліберної бомбарди на ім'я «Пастушка», його було вбито наповал кам'яним ядром, випущеним з кулеврини юним гентським артилеристом. Герцог був у такому смутку, що після здачі фортеці наказав повісити всіх, хто там перебував, за винятком кількох священиків, одного прокаженого та двох чи трьох хлопчиків, серед яких, за словами бельгійського історика XIX століття Кервіна де Леттенхове, перебував і винуватець загибелі «зразка лицарства». Філіп дізнався, хто він, але хлопцеві до цього часу вдалося втекти в Генті.

## Родовід
Син Гійома де Лалена та Жанни де Крекі, племінник адмірала Фландрії Симона VIII де Лалена .
Жак де Лален не був одружений, за словами біографа, своєю дамою серця він вибрав принцесу Клевську, дружину герцога Орлеанського і мати майбутнього короля Людовіка XII ; саме на її честь він здобув перемоги у «Джерела Сліз».